# Tyresö Royal Crowns
I Tyresö Royal Crowns sono una squadra di football americano di Tyresö, in Svezia; fondati nel 1990, hanno vinto 1 titolo nazionale.

## Dettaglio stagioni
| Anno | Lega        | Serie | Posizionamento | Risultati (V-D-P) | Punteggio | Post-season          | Risultati | Punteggio | Allenatore         |
| ---- | ----------- | ----- | -------------- | ----------------- | --------- | -------------------- | --------- | --------- | ------------------ |
| 2025 | Superserien | 1     | 2              | 6-2               | 214:141   | Finale persa         | 1-1       | 33:59     | Noghor Jemide      |
| 2024 | Superserien | 1     | 3              | 5-2               | 240:151   | Semifinale persa     | 1-1       | 63:36     | Noghor Jemide      |
| 2023 | Superserien | 1     | 2              | 4-2               | 170:84    | Finale persa         | 1-1       | 62:67     | Noghor Jemide      |
| 2022 | Superserien | 1     | 4              | 1-5               | 115:121   | Semifinale persa     | 0-1       | 22:35     | Carl Haglind       |
| 2021 | Div 1 Nord  | 2     | 1              | 6-0               | 187:12    | Promozione           | 1-0       | 49:6      | Carl Haglind       |
| 2020 | Div 1 Nord  | 2     | 3              | 2-4               | 94:163    | Non si è qualificato | N/A       | N/A       | Daniel Myrsten     |
| 2019 | Superettan  | 2     | 1              | 4-2               | 154:69    | Semifinale persa     | 1-1       | 47:74     | Marcus Juhlin      |
| 2018 | Div 1 Est   | 2     | 1              | 5-0               | 269:71    | Ha vinto la div 1    | 3-0       | 141:82    | Leo Billgren       |
| 2017 | Superserien | 1     | 6              | 0-10              | 83:429    | Non si è qualificato | N/A       | N/A       | Leo Billgren       |
| 2016 | Superserien | 1     | 4              | 5-5               | 262:277   | Semifinale persa     | 0–1       | 21:24     | Andreas Ehrenreich |
| 2015 | Superserien | 1     | 1              | 10-0              | 462:154   | Semifinale persa     | 0–1       | 25:28     | Andreas Ehrenreich |
| 2014 | Superserien | 1     | 2              | 9–1               | 371:134   | Semifinale persa     | 0–1       | 13:19     | Terry Kleinsmith   |
| 2013 | Superserien | 1     | 1              | 9–1               | 349:56    | Semifinale persa     | 0–1       | 21:28     | Terry Kleinsmith   |
| 2012 | Superserien | 1     | 1              | 9–1               | 360:152   | Finale persa         | 1–1       | 69:30     | Leo Billgren       |
| 2011 | Superserien | 1     | 2              | 8–2               | 301:140   | Finale persa         | 1–1       | 63:38     | Leo Billgren       |
| 2010 | Superserien | 1     | 3              | 5–5               | 275:196   | Finale persa         | 1–1       | 45:56     | Leo Billgren       |
| 2009 | Superserien | 1     | 4              | 3–7               | 206:372   | Semifinale persa     | 0–1       | 7:68      | Todd Ferguson      |
| 2008 | Superserien | 1     | 5              | 3–9               | 196:308   | Non si è qualificato | N/A       | N/A       | Andreas Ehrenreich |
| 2007 | Superserien | 1     | 5              | 0–8               | 100:293   | Non si è qualificato | N/A       | N/A       | Jan Jenmert        |
| 2006 | Superettan  | 2     | 1              | 10–0              | 537:60    | Promozione           | 1–0       | 35:20     | Jan Jenmert        |
| 2005 | Superettan  | 2     | 3              | 7–2               | 367:159   | N/A                  | N/A       | N/A       | Jan Jenmert        |
| 2004 | Superserien | 1     | 5              | 4–6               | 274:389   | Retrocessione        | 1–1       | 76:81     | Fred Armstrong     |
| 2003 | Superserien | 1     | 4              | 2–6               | 188:208   | Semifinale persa     | 0–1       | 12:33     | Fred Armstrong     |
| 2002 | Superserien | 1     | 3              | 8–2               | 269:118   | Semifinale persa     | 1–1       | 27:51     | Jan Jenmert        |
| 2001 | Superserien | 1     | 2              | 6–3               | 275:143   | Campioni di Svezia   | 2–2       | 99:122    | Jan Jenmert        |
| 2000 | Superserien | 1     | 3              | 8–4               | 396:225   | Finale persa         | 1–1       | 52:62     | Jan Jenmert        |
| 1999 | Superserien | 1     | 6              | 4–6               | 266:270   | Non si è qualificato | N/A       | N/A       | Jan Jenmert        |
| 1998 | Superserien | 1     | 3              | 7–3               | 288:295   | Semifinale persa     | 0–1       | 9:22      | Thomas Ahlberg     |
| 1997 | Div 1 Nord  | 2     | 1              | 9–0               | 301:71    | Promozione           | 1–0       | 37:12     | Thomas Ahlberg     |
| 1996 | Div 1 Nord  | 2     | ?              | 5–5               | 174:198   | N/A                  | N/A       | N/A       | Thomas Hill        |
| 1995 | Div 2 Est   | 3     | 1              | 7-1-2             | 190:91    | Promozione           | N/A       | N/A       | Thomas Hill        |
| 1994 | Div 2 Est   | 3     | 3              | 5–4               | 156:103   | N/A                  | N/A       | N/A       | Tom Lynch          |
| 1993 | Div 2 Est   | 3     | 6              | 1–5               | 76:100    | N/A                  | N/A       | N/A       | Thomas Hill        |
| 1992 | Div 3 Nord  | 4     | 2              | 4–1               | 100:28    | Promozione           | N/A       | N/A       | Tom Bell           |
| 1991 | Div 3 Nord  | 4     | 5              | 1–4               | 68:151    | N/A                  | N/A       | N/A       | Tom Bell           |
| 35   |             |       |                | 200-1-138         | 9325:6969 |                      | 15–20     | 907:1015  |                    |

### Amichevoli
| Stagione | Vin | Par | Per | Tot | PF | PS | avversaria          |
| -------- | --- | --- | --- | --- | -- | -- | ------------------- |
| 2018     | 0   | 0   | 1   | 1   | 28 | 56 | Reykjavík Einherjar |
| Totale   | 0   | 0   | 1   | 1   | 28 | 56 |                     |

### Tornei nazionali

#### Campionato

##### Superserien
| Stagione | regular season | regular season | regular season | regular season | regular season | regular season | playoff | playoff | playoff | playoff | playoff | playoff    | playoff                 |
|          | Vin            | Par            | Per            | Tot            | PF             | PS             | Vin     | Per     | Tot     | PF      | PS      | risultato  | avversaria              |
| -------- | -------------- | -------------- | -------------- | -------------- | -------------- | -------------- | ------- | ------- | ------- | ------- | ------- | ---------- | ----------------------- |
| 2015     | 10             | 0              | 0              | 10             | 462            | 154            | 0       | 1       | 1       | 25      | 28      | Semifinale | Örebro Black Knights    |
| 2017     | 0              | 0              | 10             | 10             | 83             | 429            | -       | -       | -       | -       | -       | -          | -                       |
| 2022     | 1              | 0              | 5              | 6              | 115            | 131            | 0       | 1       | 1       | 22      | 35      | Semifinale | Stockholm Mean Machines |
| Totale   | 11             | 0              | 15             | 26             | 660            | 714            | 0       | 2       | 2       | 47      | 63      |            |                         |

Fonti: Enciclopedia del Football - A cura di Roberto Mezzetti

##### Division 1
| Stagione | regular season | regular season | regular season | regular season | regular season | regular season | playoff | playoff | playoff | playoff | playoff | playoff    | playoff                |
|          | Vin            | Par            | Per            | Tot            | PF             | PS             | Vin     | Per     | Tot     | PF      | PS      | risultato  | avversaria             |
| -------- | -------------- | -------------- | -------------- | -------------- | -------------- | -------------- | ------- | ------- | ------- | ------- | ------- | ---------- | ---------------------- |
| 2018     | 5              | 0              | 0              | 5              | 218            | 71             | 3       | 0       | 3       | 141     | 82      | Campioni   | Karlskoga Wolves       |
| 2019     | 4              | 0              | 2              | 6              | 154            | 69             | 1       | 1       | 2       | 47      | 74      | Semifinale | Kristianstad Predators |
| 2020     | 2              | 0              | 4              | 6              | 94             | 163            | -       | -       | -       | -       | -       | -          | -                      |
| Totale   | 11             | 0              | 6              | 17             | 466            | 303            | 4       | 1       | 5       | 188     | 156     |            |                        |

Fonti: Enciclopedia del Football - A cura di Roberto Mezzetti

### Riepilogo fasi finali disputate
| Anno             | Luogo     | Evento                | Fase del torneo | Incontro                                      | Risultato |
| 30 agosto 2015   | Tyresö    | Superserien           | Semifinale      | Tyresö Royal Crowns - Örebro Black Knights    | 25 - 28   |
| 8 settembre 2018 | Västerås  | Division 1 för herrar | Finale          | Karlskoga Wolves - Tyresö Royal Crowns        | 28 - 64   |
| 30 giugno 2019   | Tyresö    | Division 1 för herrar | Semifinale      | Tyresö Royal Crowns - Kristianstad Predators  | 6 - 55    |
| 2 luglio 2022    | Stoccolma | Superserien           | Semifinale      | Stockholm Mean Machines - Tyresö Royal Crowns | 35 - 22   |

## Palmarès
- 1 SM-final (2001)
- 6 Campionati svedesi di secondo livello (1997[1], 2006, 2018, 2021, 2023, 2025[1])
- 4 Campionati Under-19 (2009, 2010, 2018, 2024)
- 1 Campionati Under-16 (2003)
- 1 Dukes Tourney Under-15 (2012)
- 2 Dukes Tourney Under-13 (2015, 2016)
- 1 Dukes Tourney Under-11 (2012)